# Garbet
Der Garbet ist ein Fluss in Frankreich, der im Département Ariège in der Region Okzitanien verläuft. Er entspringt dem Gebirgssee Étang du Garbet in den Pyrenäen, im Gemeindegebiet von Aulus-les-Bains, fließt generell in nordwestlicher Richtung durch den Regionalen Naturpark Pyrénées Ariégeoises und mündet nach rund 25 Kilometern bei Vic d’Oust, im Gemeindegebiet von Oust, als rechter Nebenfluss in den Salat.

## Orte am Fluss
(Reihenfolge in Fließrichtung)
- Aulus-les-Bains
- Ercé
- Oust